# Panathinaikos BC
Panathinaikos Basketball Club (Grieks: Κ.Α.Ε. Παναθηναϊκός), is de professionele basketbaltak van de omnisportvereniging Panathinaikos uit Athene, Griekenland. De eigenaars van de club zijn Pavlos Giannakopoulos en Thanassis Giannakopoulos. De atletiekclub werd opgericht in 1908 en de basketbalclub in 1937 en is een van de grootste clubs in Europa. Panathinaikos won veertig keer het landskampioenschap van Griekenland, twintig keer de beker, één keer de supercup en zeven keer de EuroLeague. Ook won Panathinaikos de Intercontinental Cup.

## Geschiedenis
Panathinaikos begon als voetbalclub in 1908. In 1918 was basketbal nog een onbekende sport in Griekenland. In die periode was Giorgos Kalafatis toeschouwer in Parijs waar de Geallieerden van de Eerste Wereldoorlog tegen elkaar speelden. Toen hij terugkeerde naar Griekenland richtte hij de Panathinaikos Basketball Club op onder leiding van Apostolos Nikolaidis. In 1922 speelde Panathinaikos zijn eerste wedstrijd tegen het Griekse YMCA. De wedstrijd werd gespeeld in het Pan-athenean Stadium. Door het weinige publiek kwam er een discussie opgang of het team wel moest blijven bestaan. In 1937 werd er een nieuw team opgericht door Kalafatis. Het team probeerde tussen de al bestaande teams te komen zoals YMCA, Ethnikos Athinon, Panionios BC, Aris BC en Iraklis BC. Tussen 1970 en 1984 won Panathinaikos tien kampioenschappen in veertien jaar. In 1979 won Panathinaikos zijn eerste beker van Griekenland. In 2000 won Panathinaikos van Maccabi Tel Aviv uit Israël met 73-67. In de finale van de EuroLeague in 2002 speelde Panathinaikos tegen de gastheer Kinder Bologna uit Italië. Panathinaikos won met 89-83. De finale van de EuroLeague in 2007 werd gehouden in de O.A.C.A. Olympic Indoor Hall van Panathinaikos in Athene. In die finale versloeg Panathinaikos de titelverdediger CSKA Moskou uit Rusland met 93-91. Dezelfde teams (Panathinaikos en CSKA) stonden ook in de finale van de EuroLeague in 2009 in Berlijn. Panathinaikos won de wedstrijd met 73-71. De finale van de EuroLeague in 2011 werd gewonnen van Maccabi Tel Aviv uit Israël met 78-70.

## Erelijst
- Landskampioen Griekenland: 40
  - Winnaar: 1946, 1947, 1950, 1951, 1954, 1961, 1962, 1967, 1969, 1971, 1972, 1973, 1974, 1975, 1977, 1980, 1981, 1982, 1984, 1998, 1999, 2000, 2001, 2003, 2004, 2005, 2006, 2007, 2008, 2009, 2010, 2011, 2013, 2014, 2017, 2018, 2019, 2020, 2021, 2024
  - Tweede: 1993, 1995, 1996, 2012, 2015, 2016, 2022, 2023, 2025

- Bekerwinnaar Griekenland: 21
  - Winnaar: 1979, 1982, 1983, 1986, 1993, 1996, 2003, 2005, 2006, 2007, 2008, 2009, 2012, 2013, 2014, 2015, 2016, 2017, 2019, 2021, 2025
  - Runner-up: 1985, 2000, 2001, 2010, 2011, 2022, 2024

- Supercupwinnaar Griekenland: 1
  - Winnaar: 2021
  - Runner-up: 1986, 2022, 2023, 2024

- EuroLeague: 7
  - Winnaar: 1996, 2000, 2002, 2007, 2009, 2011, 2024
  - Runner-up: 2001

- Intercontinental Cup: 1
  - Winnaar: 1996

- Triple Crown: 2
  - Winnaar: 2007, 2009

- Gomelski Cup: 1
  - Winnaar: 2009

## Bekende (oud)-spelers

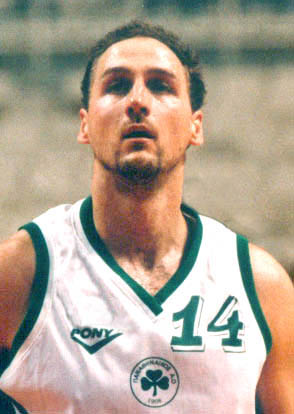
Dino Rađa.
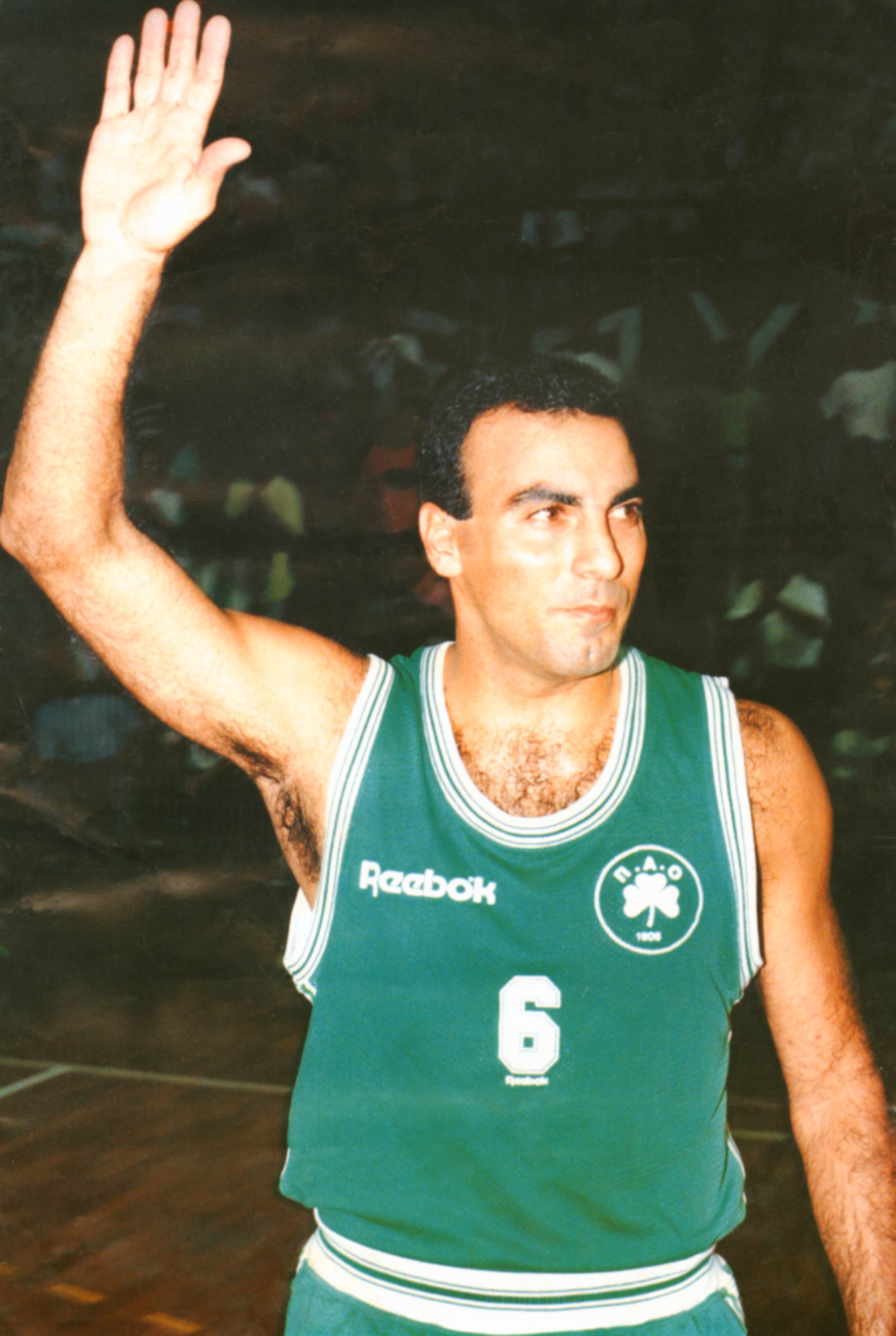
Nikos Galis.

- Nikos Galis
- Panagiotis Giannakis
- Lazaros Papadopoulos
- Stratos Perperoglou
- Dino Rađa
- Stojko Vranković
- Aivar Kuusmaa
- Tiit Sokk
- Sascha Hupmann
- Michael Koch
- Ramūnas Šiškauskas
- Šarūnas Jasikevičius
- Dejan Bodiroga
- Žarko Paspalj
- Željko Rebrača
- Dejan Tomašević
- Ibrahim Kutluay
- Oleksandr Volkov
- Dominique Wilkins

## Bekende (oud)-coaches
- Efthimis Kioumourtzoglou
- Kostas Politis
- Božidar Maljković
- Željko Pavličević
- - Slobodan Subotić